# Măguri-Răcătău
Măguri-Răcătău è un comune della Romania di 2 327 abitanti, ubicato nel distretto di Cluj, nella regione storica della Transilvania.
Il comune è formato dall'unione di 3 villaggi: Măguri, Muntele Rece, Răcătău.
La sede comunale è ubicata nel villaggio di Răcătău.